# Odwiedź mnie we śnie
Odwiedź mnie we śnie – polski film obyczajowy z 1996 roku, w reżyserii Teresy Kotlarczyk.

## Opis fabuły
Autorka bajek, żona chirurga i matka trojga dzieci. Alicja łączy wszystkie te czynności, lecz czuje się sfrustrowana, nieszczęśliwa i rozdarta między tym, co przyjemne, a tym, co obowiązkowe. Niespodziewanie kobieta ginie w wypadku samochodowym i trafia do innego świata, gdzie poznaje koleżankę ze szkolnych lat i wiele dziwnych postaci. Rodzina musi się tymczasem nauczyć żyć na nowo, bez Alicji.

## Obsada aktorska[1]
- Danuta Stenka − Alicja Jaworska
- Zbigniew Zamachowski − Janusz, mąż Alicji
- Joanna Jeżewska − wiolonczelistka Agnieszka Kowalik
- Ewa Gawryluk − "Marchewa", koleżanka Alicji z klasy
- Emilia Szcześniak − Karolina, córka Alicji i Janusza
- Adrian Pradzioch − syn Alicji i Janusza
- Michał Iljuczonek − syn Alicji i Janusza
- Sławomir Orzechowski − Marek, lekarz reanimujący Alicję, przyjaciel Janusza
- Andrzej Mastalerz − "Chudy"
- Cezary Żak − "Garus"
- Piotr Skiba − naczelnik w niebie
- Antoni Ostrouch − strażnik
- Sławomir Holland − strażnik
- Maria Maj − opiekunka Marchewy w niebie